# Peste du canard
La peste du canard (également appelée herpesvirose des anatidés) est une entérite virale contagieuse et aiguë due à un Herpesviridae (Duck herpesvirus 1 ou « DHV-1 ») de la sous-famille des alphaherpesvirinae. 

Cette maladie affecte tous et uniquement les anatidés, mais plus ou moins sévèrement selon les espèces.

Certaines souches de pestes ne touchent que certaines espèces en particulier comme une peste identifiée chez le canard de Barbarie, espèce qui semble la plus sensible. Les animaux atteints et survivants par la suite peuvent être porteurs sains pendant plusieurs années après leur contamination. Les fientes, les sécrétions nasales ainsi que la surface des œufs des animaux affecté abritent ces virus. La maladie se transmet par contact.

## Épistémologie

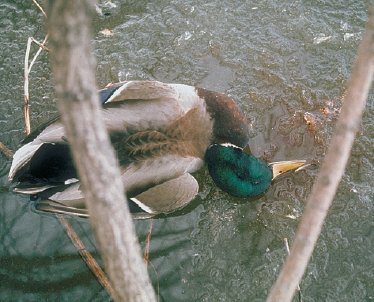
Rejets nasaux sanguinolents d'un canard Colvert mort d'herpesvirose

Les premiers cas de diagnostic de peste du canard l'ont probablement été aux Pays-Bas en 1923 où elle a causé des mortalité de l'ordre de 90 à 100 % dans certains élevages. 
Cette maladie devait auparavant être assimilée aux pestes aviaires causées par les virus de la grippe.
En 1963, les Pays-Bas, l'Inde et la Chine répertorient des cas, puis la Belgique en 1964. En Europe son caractère apparaît comme saisonnier ; d'ailleurs une étude dans les années 1980 au Royaume-Uni a montré que plus de 90 % des cas survenaient entre avril et juin. Cette maladie a ensuite été importée en Amérique du Nord. 
L'augmentation des cas au printemps pourrait s'expliquer par les contacts entre les anatidés sauvages et ceux d'élevage.

## Maladie
La période d'incubation est de 7 jours chez le canard domestique, la mortalité est supérieur à 90 %. Les principaux symptômes extérieurs sont les sécrétions nasales.

## Traitement, vaccination
La vaccination est aujourd'hui une pratique habituelle aux États-Unis.